# Walking in Avalon
Walking in Avalon este al șaptelea album de studio al lui Christopher Cross. Lansat în 1998, este un album dublu care constă în atât albumul Walking in Avalon cât și pe cel Greatest Hits Live.  La sfârșitul anului 1999, CMC le-a relansat separat. A fost produs de Rob Meurer. 

## Lista melodiilor

### DISC 1
1. In a Red Room
2. Walking in Avalon
3. Hunger
4. When She Smiles
5. It's Always Something
6. Dream Too Loud
7. I Know You Well
8. Kind of I Love You
9. Curled Around the World
10. Rainy Day in Vancouver

### DISC 2 (Live)
1. Rendezvous
2. Never be the Same
3. Back of My Mind
4. Sailing
5. Every Turn of the World
6. Deputy Dan
7. In the Blink of an Eye
8. Swept Away
9. Think of Laura
10. Minstrel Gigolo
11. Open Up My Window
12. Alibi
13. Is There Something
14. Arthur's Theme
15. "Ride Like the Wind"
16. "All Right"